# Serca, które się nie starzeją
Serca, które się nie starzeją (tyt. oryg. Zemrat që nuk plaken) – albański film fabularny z roku 1977 w reżyserii Esata Ibro i Esata Musliu.

## Opis fabuły
Azem odchodzi na emeryturę po 30 latach pracy w zawodzie kierowcy samochodu ciężarowego. Nie ma jednak szans, aby cieszyć się spokojnym życiem emeryta. Jego dawni koledzy z pracy zrobią wszystko, aby pomóc mu pokonać ten trudny moment w życiu.
Film realizowano w Tiranie.

## Obsada
- Esat Oktrova jako Azem
- Violeta Manushi jako żona Azema
- Kadri Roshi jako emeryt
- Sotiraq Bratko jako kierowca
- Eglantina Kume jako nauczycielka Donika
- Llambi Kaçani jako Petrit
- Drita Haxhiraj jako narzeczona Petrita
- Gjon Vata jako emeryt
- Sabaudin Borde jako oficer
- Nestor Pogaçe
- Piro Vesho